# Federico Righi (artista)
Federico Righi (Trieste, 1908 – Saciletto di Ruda, 1986) è stato un pittore italiano.

## Biografia
Federico Righi nasce a Trieste nel 1908 e oltre che pittore fu tra le altre attività anche critico d'arte e membro del Comitato direttivo del Museo Revoltella di Trieste. Svolse anche l’attività di scenografo per il teatro stabile di Trieste. 
Nel 1932 si ricorda la sua adesione al futurismo. Il suo stile in seguito si evolve e, dopo essere “passato per le diverse sperimentazioni che caratterizzarono gli anni cinquanta (..) affascinato dalla rivoluzione di Picasso”, divenne facilmente identificabile come suo esclusivo, uno stile pittorico basato sulla costruzione di maschere umane e di un variopinto e fantastico immaginario personale dove riusciva ad esprimere la sua vena narrativa. Una pittura fatta di figure simboliche che diventano un variopinto e colorato teatro dove vengono messi in scena i vizi e le virtù umane, in cui i soggetti rappresentati sembrano recitare una parte, una pittura che mescola realtà e finzione.
Come ebbe a dire Garibaldo Marussi “Il realismo di Righi viene dalla profondità  di una grande tradizione formale:  si può  pensare ai greci, agli etruschi, a certe figurazioni a fresco, per cui l’uomo e i fatti dell’uomo diventano simboli onirici.  Per Righi si tratta di popolare con figure il silenzio dello spazio in senso, direi, quasi metafisico“
È scomparso nel 1986 a Saciletto di Ruda, dove viveva da molti anni e aveva fondato nel 1970 il Centro internazionale di grafica.

## Mostre
La prima mostra pubblica a cui partecipa è la III° esposizione nazionale città di Milano del 1941. Tra le molte collettive a cui ha partecipato si ricordano le 4 partecipazioni consecutive a partire dalla V° edizione della Quadriennale di Roma, le partecipazioni a 3 edizioni dell'Esposizione internazionale d'arte di Venezia, e precisamente a quella del 1942 con l’opera Battaglia, del 1948 con le opere Interno e due nature morte e del 1950 con l’opera
Bagnante ad Ostia. 
Tra le altre si ricordano le sue partecipazione nel 1952 alla mostra Rassegna di paesaggi d'Europa vista da italiani organizzata dall'"Ente autonomo mostra d'oltremare e del lavoro italiano nel mondo" nell'ambito dell'edizione del 1952 della Mostra d'oltremare, nel 1961 al Premio nazionale di paesaggio Autostrada del Sole, 
Dopo la morte e in tempi recenti la sua opera è stata oggetto di diverse retrospettive, nel 2008, in occasione del centenario della nascita quella che gli dedica il Museo Revoltella di Trieste dal titolo Federico Righi nel centenario della nascita. Colori di una vita, nel 2016 la mostra ‘Omaggio a Federico Righi’ presso la Galleria Regionale Luigi Spazzapan a Gradisca d’Isonzo
Molte furono le sue personali a partire dalla prima tenuta presso la Galleria Sandri di Venezia.

## Musei e collezioni istituzionali
Nella galleria del premio Suzzara è presente l’opera l’Arrotino con cui federico Righi ottenne un riconoscimento nell’ambito della XVII° edizione del premio, una sua opera è presente nella pinacoteca del museo provinciale di Gorizia, Un'opera concerto del 1957 fa parte della raccolta della cassa di risparmio di Trieste Fondazione CRTrieste 
, L’opera il nido del Picchio è presente nella collezione permanente della Galleria regionale d’arte contemporanea ‘Luigi Spazzapan’., una sua opera fa parte della pinacoteca dell'università di Trieste